# Willem Einthoven
Willem Einthoven (Semarang, 21 maggio 1860 – Leida, 29 settembre 1927) è stato un fisiologo olandese, inventore, nel 1903, dell'elettrocardiografia (ECG) ossia della registrazione, mediante l'apparecchio detto elettrocardiografo, dell'attività elettrica del cuore che viene rappresentata sotto forma di un tracciato detto elettrocardiogramma, il cui concetto base è il Triangolo di Einthoven.
Dopo la scoperta dei raggi X che portò alla radiografia, l'elettrocardiografia rappresentava il secondo grande contributo della fisica alla medicina clinica; il terzo fu l'elettroencefalografia (EEG) inventata da Hans Berger nel 1924.
In suo onore gli è stato intitolato sulla Luna il cratere Einthoven.

## Biografia

### Le origini di Willem Einthoven
Verso la metà del XVIII secolo un mercante ebraico di nome David Joseph, a causa di un decreto emanato nel 1744 che limitava il numero di ebrei nel Palatinato, fu costretto a lasciare la regione e a stabilirsi ad Eindhoven, all'epoca una piccola cittadina olandese. Successivamente suo figlio maggiore Juda David si trasferì nella città di Delft.
Nel 1810 l'Olanda venne annessa alla Francia. Il codice napoleonico prevedeva che ogni nucleo familiare scegliesse e adottasse ufficialmente un cognome che potesse identificarli come cittadini francesi. Proprio in quel periodo Juda David morì ma fu suo fratello Israel David a dover obbedire alla legge, affiancando al suo nome originario quello di Enthoven. Dei due figli di Juda uno semplificò il cognome in Hoven e l'altro - il nonno di Willem Einthoven - dopo essere stato in Inghilterra, decise di cambiare l'intero nome da Salomon Juda Enthoven a Salomon Jurdan Einthoven..
Salomon Jurdan Einthoven prese parte alla resistenza napoleonica sia in Italia che in Spagna e alla battaglia di Waterloo. Successivamente la legione fu sciolta e S.J. Einthoven ritornò in Olanda, precisamente a Groninga, nel nord del paese e fu proprio qui che iniziò la sua attività da chirurgo.. In seguito sposò la primogenita di un professore di fisica ed astronomia dell'Università di Groninga: Baart de la Faille. Sua moglie, che aveva dato alla luce cinque figli (tra cui Jacob, il padre di William Einthoven), morì nel 1828 di febbre puerperale. Fu così che Salomon si risposò con la sorella minore di sua moglie, dopo aver ottenuto il permesso legale. Il figlio Jacob studiò medicina a Groninga, grazie ad una borsa di studio del governo.. Nel 1846 Jacob lasciò i Paesi Bassi per Batavia (l'attuale Giacarta) a bordo di un veliero, per un viaggio intorno al Capo di Buona Speranza; un viaggio che durò almeno quattro mesi.
Come molti dei suoi contemporanei, Jacob Einthoven arrivò ai tropici celibe e iniziò a vivere con la sua domestica, originaria di quei luoghi, la quale diede alla luce quattro figli.. Quest'ultima morì dopo il suo ultimo parto. Successivamente Jacob sposò una ragazza olandese, figlia di un direttore fiscale del Semarang, dalla quale ebbe altri sei figli tra cui Willem. L'ultimo – una bambina – nacque dopo la morte prematura di Jacob, stroncato da un ictus nel 1866: Willem Einthoven aveva allora sei anni..

### Un talento precoce
Dopo aver terminato la scuola superiore, Willem Einthoven proseguì i suoi studi medici ad Utrecht, dove eminenti scienziati seppero catturare il suo interesse, sebbene non sempre con la sua approvazione. Einthoven conseguì il dottorato in medicina nel 1885 e nello stesso anno la cattedra di fisiologia a Leida restò vuota.. Dopo un primo rifiuto da parte di un assistente di laboratorio, la cattedra fu offerta ad Einthoven e nel 1886, all'età di soli 25 anni, ricevette ufficialmente la nomina universitaria. Probabilmente Einthoven deve la sua precoce nomina all'influenza di Franciscus Donders la cui opinione aveva sicuramente un gran peso nel mondo accademico. Due mesi dopo il suo discorso inaugurale Einthoven sposò sua cugina Louise de Vogel. Da questo matrimonio nacquero quattro figli di cui un maschio, il quale collaborerà col padre al progetto del radiotelegrafo. Come nelle altre università, la fisiologia - così come l'istologia - a Leida era figlia dell'anatomia. Einthoven, non avendo mai ricevuto nozioni istologiche, dovette acquisire in modo autonomo le competenze necessarie per poter assolvere in modo adeguato il suo ruolo. Fu proprio grazie alla sua autoformazione che acquisì ottime basi anche sulle strutture microscopiche, che si riveleranno utili ai fini delle sue scoperte.
Nel 1896 presentò il primo volume della sua ampia serie di pubblicazioni, dando informazioni sui progetti del suo laboratorio e sulle possibilità strutturali che poteva offrire, tra cui quella di erigere larghi pilastri in pietra al fine di proteggere gli strumenti da oscillazioni estranee e sottolineando inoltre la necessità di un più ampio impianto elettrico, realizzato successivamente nel 1900.

### Primi studi: la vista e la respirazione
Inizialmente gli studi di Einthoven si focalizzarono su due campi: la vista e la respirazione. I suoi studi ottici continuarono in parte la ricerca sulle illusioni ottiche, soprattutto dopo che Augustus Desiré Waller lo informò dei suoi risultati al riguardo.
Waller aveva notato che l'occhio con pupilla eccentrica percepiva i colori come se posti a profondità differenti, pur essendo collocati ad una stessa distanza dal volto. Einthoven trovò che il fenomeno poteva essere effettivamente prodotto guardando a due differenti fogli colorati in parte sovrapposti e investiti da luce obliqua. All'aumentare della differenza tra i colori aumentava la percezione di un'apparente differenza di profondità.
Nel 1888 Einthoven studiò il meccanismo di mantenimento della normale pressione intrapleurica negativa e il suo cambiamento nello pneumotorace. Nel 1892 Einthoven pubblicò una delle sue ricerche più importanti in ambito respiratorio: la prova sperimentale della costrizione bronchiale da stimolazione vagale.
Lo spasmo bronchiale era già accettato come causa dell'asma bronchiale da molti medici, in particolare dopo le pubblicazioni di Bermier nel 1870, ma rifiutata da molti fisiologi in quanto non provata sperimentalmente. Nelle sue ricerche Einthoven iniettava periodicamente nei polmoni di alcuni cani curarizzati - a cui era stato somministrato il curaro - una costante quantità di aria e al contempo misurava la pressione intratracheale durante l'inspirazione e l'espirazione. La pressione intratracheale poteva essere usata in questo modo come indice di costrizione bronchiale. Inoltre, per completare i suoi esperimenti, fu data ad Einthoven la possibilità di osservare alcuni pazienti durante un attacco d'asma ed intervenire soltanto in seguito ad esso.
Elemento essenziale della sua ricerca fu inoltre una revisione teorica del cambiamento - durante la normale respirazione - della forza che rispettivamente dilatava o costringeva le vie respiratorie a seconda della fase di respirazione e della sua intensità e il tutto fu illustrato su un grafico che riportava una serie di curve, ognuna relativa a vari tipi di respirazione integrate con i relativi effetti sul lumen delle vie respiratorie.
In un blocco respiratorio a glottide aperta la pressione è uguale in tutti i tratti delle vie respiratorie ed è uguale alla pressione atmosferica. Durante la respirazione la pressione alveolare è negativa, cioè al di sotto della pressione atmosferica così come la pressione intrapleurica. Durante l'inspirazione invece, le pressioni intrapleurica e alveolare si abbassano soprattutto nelle piccole dilatazioni, meno nei più larghi bronchi, in accordo con la profondità dell'inspirazione.
In un attacco asmatico i bronchi vengono costretti da contrazione muscolare, i polmoni sono iperinflazionati e ciò tende a comprimere maggiormente i bronchi. Gli effetti della stimolazione elettrica del nervo vago nella costrizione bronchiale sono di breve durata ma, come Einthoven aveva sottolineato, l'attacco asmatico causa accumulo di CO2 nel sangue, stimolando così il centro vagale nel cervello. In questo modo può instaurarsi un circolo vizioso che prolunga la costrizione bronchiale e l'attacco asmatico.
Le conclusioni fatte da Einthoven e ricavate da prove sperimentali furono le seguenti: in un attacco asmatico l'inspirazione dovrà essere massima mentre l'espirazione sarà minima, in quanto una forte espirazione costringerebbe i bronchi. Questa visione era opposta a quella di molti medici dell'epoca, infatti Einthoven venne fortemente criticato soprattutto da Grossmann. Einthoven non rispose a nessuna di queste critiche ma un anno dopo, durante un'udienza medica in Germania, annunciò di voler rispondere alle polemiche con nuovi esperimenti da lui iniziati ma mai portati a termine.

### Einthoven e W. de Vogel: l'attività elettrica del cuore
Nel frattempo il fratellastro di Einthoven, Willem de Vogel, cominciò a lavorare presso il laboratorio di fisiologia del fratello - Willem Einthoven - al fine di preparare la sua tesi di dottorato. Fra i vari argomenti che Einthoven gli propose, de Vogel scelse quello sull'attività elettrica cardiaca. Augustus Desiré Waller nel 1887 era stato il primo a dimostrare l'esistenza di impulsi elettrici nel cuore umano e solo Einthoven nel 1895, sostenne il resoconto pubblicato da Waller. Nel 1891 de Vogel iniziò a studiare l'azione elettrica delle correnti su rane, conigli e cani con o senza l'utilizzo di droghe e solo successivamente compì i suoi esperimenti su due cuori umani. Al contempo Einthoven si teneva occupato con l'analisi e il miglioramento degli apparecchi utilizzati da A.D. Waller come l'elettrometro capillare di Lippmann e la sua registrazione fotografica introdotta da Étienne-Jules Marey.
Sebbene de Vogel nella sua tesi del 1893 disse che il capillare di vetro del suo elettrometro era stato costruito secondo i requisiti calcolati da Einthoven, i tracciati nelle tesi di de Vogel mostravano ancora delle piccole imperfezioni. Nel 1894 una nuova risistemazione fu utilizzata per il primo tracciato fonocardiografico in persone normali e pazienti affetti da insufficienza aortica. Nonostante il netto miglioramento dei tracciati elettrocardiografici, Einthoven non era soddisfatto né della loro forma né di come rimanevano sfigurati dalla frizione e dall'inerzia del mercurio nel capillare dell'elettrometro di Lippmann.

### Una nuova opportunità
Alla fine del XIX secolo, mentre Einthoven era mentalmente e tecnicamente intento ad approfondire le sue conoscenze al riguardo delle sue tanto amate illusioni ottiche, accettò di intraprendere lo studio di un problema totalmente differente. L'opportunità gli fu data da un'operazione su un paziente affetto da carcinoma orbitale. In questo intervento gran parte del viso, il naso, il palato duro e l'occhio venivano rimossi, di conseguenza i movimenti della faringe potevano essere visti e fotografati durante atti quali parlare, deglutire e durante la suzione. Grazie a questa opportunità Einthoven poté mettere a punto degli studi sulla fisiologia della faringe. Con la fine del secolo Einthoven termina il periodo di orientamento attraverso lo studio e l'approfondimento di svariate materie e inizia a concentrarsi sull'elettrofisiologia, in particolare del cuore.

### Il primo elettrocardiogramma

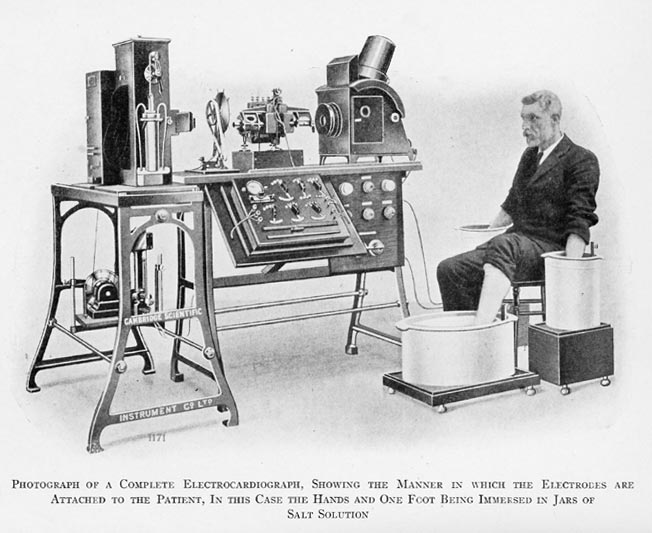
L'elettrocardiografo di Willem Einthoven

Nel frattempo Einthoven lavorava per mettere a punto un nuovo capillare per il suo elettrometro che fosse contemporaneamente rapido e preciso in modo da eliminare l'utilizzo delle correzioni. Mentre l'elettrometro di Lippmann era molto sensibile ma lento, quello di Deprez-d'Arsonval era al contrario rapido ma poco preciso, perciò Einthoven partendo da quest'ultimo, cercò di trovare degli accorgimenti per migliorarne la sensibilità.
Nel 1901 Einthoven terminò la costruzione del suo galvanometro a corda e nello stesso anno venne pubblicato il primo elettrocardiogramma. Per Einthoven fu una grande soddisfazione vedere che il suo tracciato era simile a quello di Walter Lippmann pur avendo applicato le sue correzioni.
Einthoven inoltre perfezionò il sistema di standardizzazione dell'elettrocardiogramma affinché si adottasse una dicitura comune per i vari elementi che componevano l'elettrocardiogramma e venne immediatamente adottata universalmente.

### Il triangolo di Einthoven

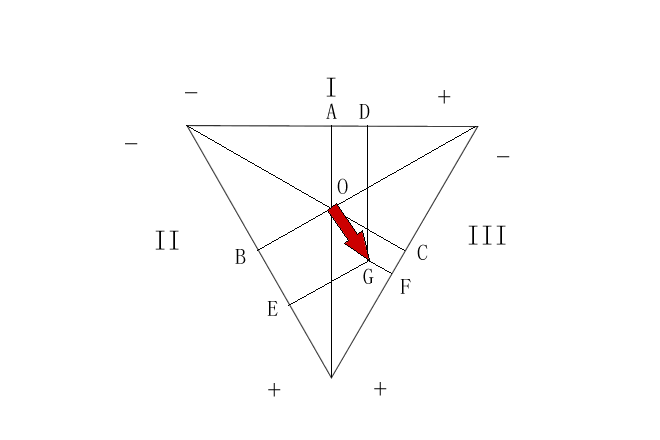
Triangolo di Einthoven

Negli anni che seguirono, l'attenzione di Einthoven fu catturata da problemi di differente natura come ad esempio uno studio sulla resistenza e polarizzazione della pelle e ulteriori ricerche sugli impulsi elettrici nel corpo. Nel 1912 venne invitato dalla “Chelsea Clinical Society”, un'associazione di professionisti a Londra, per una conferenza. Grazie agli sforzi di Sir Thomas Lewis e il suo appello a William Osler, l'evento acquisì una grande importanza. Durante la conferenza Einthoven fece un breve discorso sull'uso clinico dell'elettrocardiogramma, anticipazione dell'articolo pubblicato successivamente su Lancet. Negli anni successivi decise di riscrivere e rielaborare l'articolo, stavolta accompagnato da molte più illustrazioni e da un'appendice che chiariva il contenuto teorico e la sua applicazione pratica. In questo articolo Einthoven spiega il principio fisiologico dell'elettrocardiogramma ricorrendo ad una semplice rappresentazione nota come “triangolo di Einthoven”. Questa pubblicazione del 1913 rappresenta uno dei più famosi e influenti contributi di Einthoven nel mondo scientifico.
Nel 1912, Einthoven iniziò la sua prima recensione dell'elettrocardiografia chiamata: “Uber die Deutung des Electrokardiogramms” (sulla spiegazione dell'elettrocardiogramma).
Successivamente Einthoven si dedicò a studi completamente differenti quali la reazione elettrica della retina dell'occhio alla luce accompagnati da esperimenti sulle rane. Inoltre in questo periodo straordinariamente ricco di ricerca per Einthoven, quest'ultimo studiò anche la relazione tra i nervi vagali e il cuore.

### Oltre che scienziato, anche uomo
Le attività di Einthoven che si discostavano dal lavoro erano davvero poche essendo limitato il tempo libero. Ogni anno il laboratorio restava chiuso per tre settimane a luglio e dunque Einthoven doveva posporre il lavoro al ricevimento dei visitatori. Da quello che si sa, in questi periodi Einthoven e la sua famiglia andavano spesso a Dutch, località marittima nelle vicinanze di Leida, almeno finché i suoi figli erano giovani.
I viaggi all'estero erano fortemente condizionati dalla frequenza di congressi internazionali e da occasionali conferenze. Einthoven come persona non fu mai realmente capace di ricavare dalle sue invenzioni un vero e proprio guadagno o di utilizzare la sua genialità come uno strumento per arricchirsi: la passione fu l'unico vero motivo che lo spinse a continuare le sue ricerche.
Tra le tante personalità che Einthoven conobbe nel corso dei suoi viaggi, solo in pochi si rivelarono per lui un vantaggio; Lewis però fu una fortunata eccezione.
È sicuramente da notare che Einthoven, dotato di un forte senso del dovere, non mancava quasi mai ai regolari incontri della Facoltà di Medicina dell'università di Leida, di cui diventerà a tempo debito rettore per un anno nel 1906 rivalutando lo sviluppo e il valore dell'elettrofisiologia e in particolare dell'elettrocardiografia.

### L'epoca della "Grande Guerra"
Durante la prima guerra mondiale Einthoven focalizzò la sua attenzione sulle possibili nuove applicazioni del galvanometro. Il problema più ingente al momento sembrava essere l'uso di tale strumento come ricevitore di radiotelegrammi. Il figlio di Einthoven, che aveva studiato ingegneria elettrica presso l'università di Delft, era in buoni rapporti con il direttore del laboratorio di radiotelegrafia nelle colonie olandesi, (nell'est dell'India) al quale propose l'idea di utilizzare il galvanometro a corda come ricevitore di radiotelegrammi.
La radiotelegrafia era possibile già all'inizio del XX secolo ma durante il tragitto dai tropici verso l'Olanda (circa 12000 km) il segnale doveva essere rinforzato alla stazione principale, che era situata in territorio straniero, dominato dalla Gran Bretagna. Quest'ultima venne coinvolta nella prima guerra mondiale mentre l'Olanda restò neutrale. Quindi una ricezione diretta in Olanda di messaggi radiotelegrafici dalla stazione situata su Giava era desiderabile politicamente e inoltre tecnicamente si presentava come una sfida davvero allettante. Inoltre c'era anche la possibilità di ricevere in cambio un ottimo compenso economico ma questo per Einthoven era sicuramente di secondaria importanza.

#### Un padre, un figlio e un unico sogno
Fu così che nel 1917 iniziarono i lavori per collocare un galvanometro sull'isola di Giava. Willem Frederik Einthoven - figlio di Einthoven - rinviò la fine dei suoi studi di uno o due anni per andare a lavorare presso il laboratorio di radiotelegrafia collocato sull'isola, portando con sé il nuovo galvanometro. Dopo alcuni anni di duro lavoro i radiotelegrammi potevano essere ricevuti dal galvanometro a corda della stazione di Giava ma non in Olanda. Einthoven Jr tornò allora in Olanda per finire i suoi studi mentre il padre non si arrese e liberatosi per un periodo dalle sue mansioni, iniziò a studiare i problemi della radiotrasmissione. Nello stesso periodo anche Guglielmo Marconi insieme con altri avevano provato ad usare il galvanometro a corda come ricevitore di radiotelegrammi transatlantici ma senza riscuotere successo. Il principale risultato degli studi di Einthoven fu capire che la frequenza delle onde emesse doveva essere in stretta consonanza con la frequenza della corda in modo da poter garantire una buona ricezione. Quest'osservazione si rivelò fondamentale e successivamente venne provata con successo. Un rapporto su questo lavoro fu scritto da Einthoven Jr e presentato da Einthoven Sr alla Royal Academy of Sciences nel 1923. Il galvanometro a corda inoltre, per un breve periodo, si rivelò l'unico strumento in grado di misurare la corrente d'azione del nervo simpatico.

### Gli ultimi anni
Nell'ultimo periodo i lavori di Einthoven si concentrarono su specifici problemi tecnici - come ad esempio la costruzione di una corda estremamente sottile e l'osservazione delle sue deviazioni - ed alcune indagini scientifiche relative a diversi campi. Inoltre trovò anche il tempo di scrivere un'altra versione dell'elettrocardiografia, come aveva pianificato da molti anni nonostante il cancro lo avesse già trascinato più volte in ospedale e spesso anche per lunghi periodi. Essa fu pubblicata postuma come parte della "Handbuch für normale und patologische Physiologie" di Hans Bethe. Questa revisione era molto più precisa e semplice nella comprensione rispetto a quella della sua conferenza durante la cerimonia del Premio Nobel pochi anni prima.
Nel 1924 Einthoven riceve il Premio Nobel per la medicina con la seguente motivazione:
"Per la scoperta del meccanismo dell'elettrocardiogramma".
Einthoven morì di tumore nel 1927 all'età di 67 anni. Fu seppellito in un vecchio cimitero ad Oegstgeest vicino a Leida, dove successivamente furono sepolti la moglie e le ceneri del figlio.